# Barbudos
Barbudos è il nome con cui sono conosciuti i rivoluzionari cubani del Movimento del 26 luglio a causa delle lunghe barbe che erano soliti portare avendo deciso di non radersi fino a che non avessero vinto la loro guerra di liberazione. 

## Barbudos e Rivoluzione
Nel novembre del 1956, dopo mesi di addestramento in territorio messicano, 82 oppositori del regime di Fulgencio Batista si imbarcarono sulla nave "Granma" alla volta di Cuba. Furono attaccati appena sbarcati e solo in 17 sopravvissero; tra di essi Fidel e Raúl Castro, Che Guevara, Camilo Cienfuegos e l'italiano Gino Donè Paro. Sulle montagne della Sierra Maestra il manipolo si riorganizzò e intraprese una lunga guerra per bande che, dopo tre anni risulterà vittoriosa. Il 1º gennaio del 1959 i "barbudos" entrarono all'Avana decretando la vittoria della Rivoluzione.
I vincitori mantennero comunque le loro caratteristiche barbe, a parte Raul Castro che la tagliò e da allora portò i baffi.

## Los Barbudos e il baseball

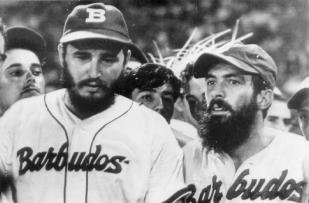
Castro e Cienfuegos con la divisa dei Barbudos

Dopo la Rivoluzione venne creato un team di baseball composto prevalentemente da ex guerriglieri che prese appunto il nome di "Los Barbudos", che prese parte a qualche esibizione nei primi mesi del 1959 e, per qualche incontro, ebbe tra i suoi giocatori anche Fidel Castro.